# Justen Blok
Justen Blok (* 27. September 2000 in Rotterdam) ist ein niederländischer Hockeyspieler. Der Olympiasieger von 2024 war 2023 mit der niederländischen Nationalmannschaft Weltmeisterschaftsdritter. Bei Europameisterschaften gewann er bis 2023 zweimal Gold.

## Sportliche Karriere
2019 debütierte er in der Nationalmannschaft. In 75 Länderspielen erzielte der Verteidiger 4 Tore. (Stand 8. August 2024)
Seine erste große internationale Meisterschaft war die Europameisterschaft 2021 in Amsterdam. Die Niederländer gewannen bei der Europameisterschaft in Amstelveen ihre Vorrundengruppe vor den Deutschen, wobei das direkte Duell 2:2 endete. Im Finale trafen die beiden Mannschaften wieder aufeinander und noch einmal endete das Spiel mit 2:2, die Niederländer gewannen den Titel im Shootout. Blok wirkte in drei von fünf Spielen mit, darunter Halbfinale und Finale. Bei den Olympischen Spielen in Tokio schied die niederländische Mannschaft im Viertelfinale nach Penaltyschießen gegen die Australier aus. Blok war im Viertelfinale dabei, nahm aber nicht am Shootout teil.
Anderthalb Jahre später belegten die Niederländer bei der Weltmeisterschaft 2023 in Bhubaneswar den dritten Platz hinter den Deutschen und den Belgiern. Blok erzielte zwei Turniertore in der Vorrunde. Im August 2023 bei der Europameisterschaft in Mönchengladbach gewannen die Niederländer im Halbfinale mit 3:2 gegen Belgien und im Finale 2:1 gegen England. Blok wirkte zwar in allen fünf Spielen mit, erzielte aber keinen Treffer. Im August 2024 bei den Olympischen Spielen in Paris besiegten die Niederländer im Viertelfinale die Australier mit 2:0. Nach einem 4:0-Sieg im Halbfinale gegen die Spanier gewannen die Niederländer im Endspiel gegen die Deutschen im Shootout, nachdem es am Ende der regulären Spielzeit 1:1 gestanden hatte. Blok war in allen acht Spielen dabei.
Auf Vereinsebene spielt Blok beim HC Rotterdam.